# Tawang

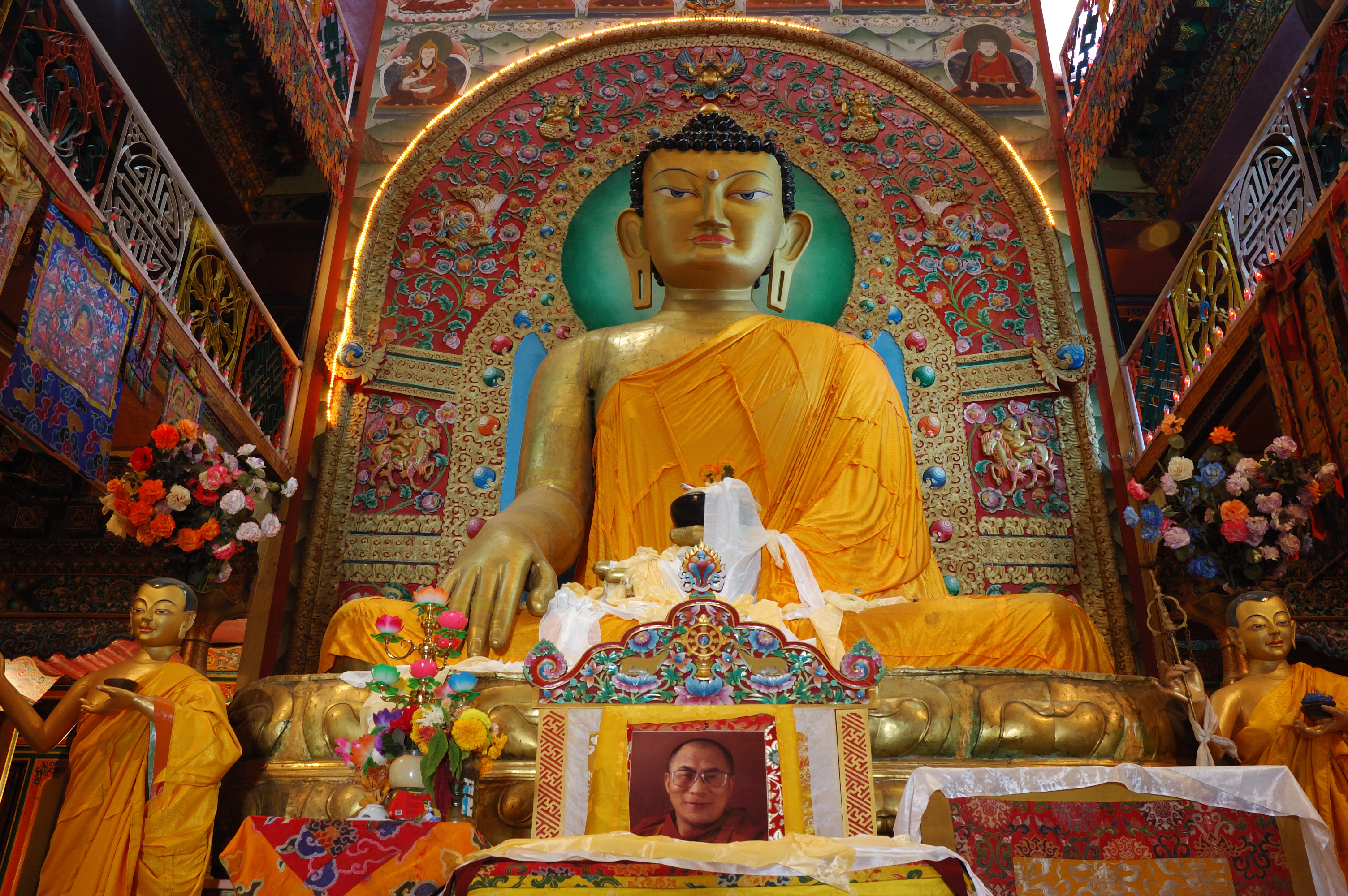
Sakyamuni-Buddha im Kloster Tawang

Tawang (tibetisch རྟ་དབང༌ Wylie rta dbang) ist ein Ort im Westen des indischen Bundesstaates Arunachal Pradesh unweit der Grenze zu Bhutan und China. Er hat etwa 11.000 Einwohner (Zensus 2011) und ist Verwaltungssitz des Distrikts Tawang.
Auf fast 3000 Metern Höhe gelegen ist Tawang bekannt für sein auf eine 400-jährige Geschichte zurückblickendes Lama-Kloster Galden Namgyal Lhatse (tibet. རྟ་དབང་དགའ་ལྡན་རྣམ་རྒྱལ་ལྷ་རྩེ།, rta dbang dga' ldan rnam rgyal lha rtse). Es gilt als das größte buddhistische Kloster im heutigen Indien. 1683 wurde in Tawang der sechste Dalai Lama Tshangyang Gyatsho geboren.
Die Bergstadt nahe der Grenze zu Tibet ist militärstrategisch wichtig gelegen, da sich von dort ein schneller Zugang zur nordostindischen Assam-Ebene bietet. Sie wurde am 23. Oktober 1962 im indisch-chinesischen Krieg von chinesischen Truppen besetzt.
Aus Sicht der Volksrepublik China ist Tawang (达旺镇,  Dáwàng Zhèn) eine Großgemeinde im Kreis Cona des Regierungsbezirks Shannan im Autonomen Gebiet Tibet.